# Fan Ye
Fan Ye, em chinês simplificado: 范晔, (Baoding, 23 de outubro de 1986) é uma ex-ginasta chinesa, que competiu em provas de ginástica artística.
Fan fez parte da equipe chinesa que disputou o Mundial de Anaheim, em 2003, nos Estados Unidos. Nele, encerrou medalhista de ouro na prova da trave de equílibrio, ao superar a romena Catalina Ponor e a russa Lyudmila Ezhova.